# J.K. Dobbins
J'Kaylin Dobbins, detto J.K. (Houston, 17 dicembre 1998), è un giocatore di football americano statunitense che milita nel ruolo di running back per i Denver Broncos della National Football League (NFL).

## Carriera universitaria
Dobbins al college giocò a football con gli Ohio State Buckeyes dal 2017 al 2019. Nella sua prima stagione superò sei volte le 100 yard corse e divenne il quarto debuttante della storia dell'istituto a superare le 1.000 yard corse. L'anno seguente continuò a dividere i possessi con Mike Weber, finendo come il miglior corridore della squadra con 1.053 yard. Nel 2019 Dobbins superò le 100 yard corse in dieci occasioni, diventando il primo giocatore della storia dei Buckeyes a correre 2.000 yard in una stagione, superando il record di Eddie George. Per le sue prestazioni fu finalista del Doak Walker Award e arrivò sesto nelle votazioni dell'Heisman Trophy. Il 30 dicembre 2019 annunciò la sua intenzione di passare ai professionisti. Le sue 4.459 yard corse furono il secondo risultato della storia di Ohio State.

## Carriera professionistica

### Baltimore Ravens
Dobbins venne scelto nel corso del secondo giro (55º assoluto) del Draft NFL 2020 dai Baltimore Ravens. Debuttò come professionista nella gara del primo turno contro i Cleveland Browns correndo 22 yard e segnando 2 touchdown su corsa. La sua stagione da rookie si concluse con 805 yard corse e 9 marcature in 15 presenze, una delle quali come titolare.
Nella terza gara della pre-stagione 2021, Dobbins si ruppe il legamento crociato anteriore, perdendo tutta la stagione.
Nel primo turno della stagione 2023 contro gli Houston Texans, Dobbins si ruppe il tendine d'Achille, perdendo il resto dell'annata.

### Los Angeles Chargers
Il 18 aprile 2024 Dobbins firmò un contratto di un anno con i Los Angeles Chargers. Nella prima partita con la nuova maglia superò le 100 yard corse, inclusa una corsa 46 yard che fu la sua più lunga dalla sua stagione da rookie del 2020, segnando un touchdown nella vittoria sui Las Vegas Raiders. La settimana successiva corse altre 131 yard e un touchdown nella vittoria sui Carolina Panthers, divenendo così il primo giocatore a correre almeno 130 yard e un touchdown in entrambe le prime due gare da Garrison Hearst nel 1998. Nella settimana 9 corse 85 yard e segnó due touchdown nella vittoria sui Cleveland Browns. Due settimane dopo segnò il touchdown della vittoria su una corsa da 29 yard contro i Cincinnati Bengals. In seguito Dobbins saltò quattro partite per un infortunio al ginocchio, tornando in campo nel penultimo turno in cui segnò un touchdown su corsa nella vittoria sui New England Patriots che qualificó i Chargers ai playoff. Chiuse l'annata con 905 yard corse e 9 touchdown su corsa in 13 presenze, di cui 11 come titolare, classificandosi secondo nel premio di Comeback Player of the Year.

### Denver Broncos
Il 10 giugno 2025 Dobbins firmò un contratto di un anno del valore di 5,25 milioni di dollari con i Denver Broncos.